# Muur van Sormano

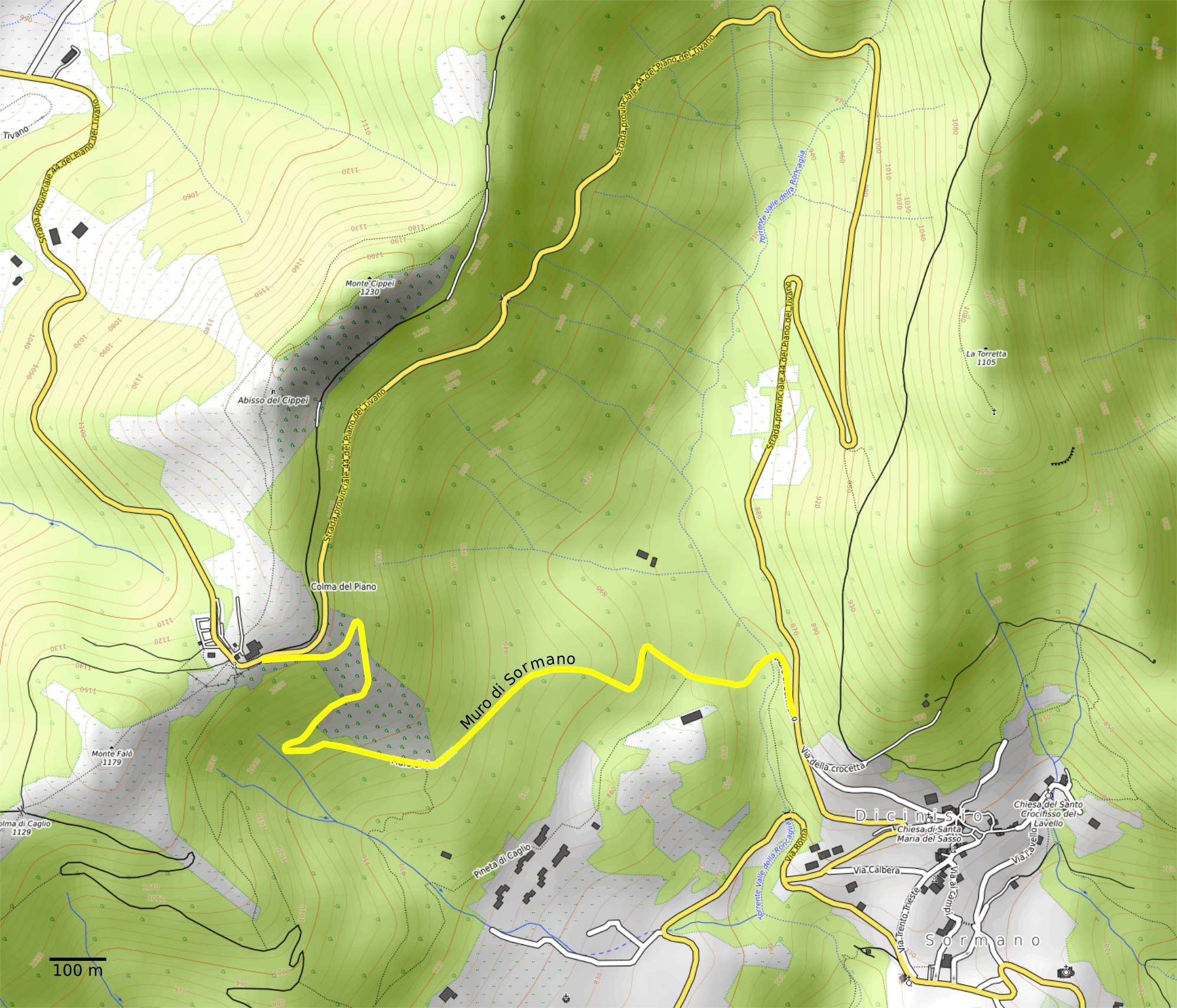
Muro di Sormano

De Muur van Sormano (Italiaans: Muro di Sormano) is een helling in de Lombardische gemeente Sormano in Italië. Hij vormt het laatste en steilste deel van weg over de bergpas Colma di Sormano, daar waar de SP-44 een slinger buitenom neemt. De muur is dus een binnenweg die vlak langs de 1124 meter hoge top passeert. Hij verlaat de SP-44 op een hoogte van 820 meter, bereikt zijn hoogste punt op 1105 meter, en vervoegt dan op een hoogte van 1016 meter weer de SP-44. Het wegdek is in 2006 geasfalteerd en sindsdien is autoverkeer er niet meer toegelaten.

## Wielrennen
De Muur is de zwaarste beklimming van de wielerklassieker de Ronde van Lombardije. De volgende renners zijn er als eerste doorgekomen:
- 1960: Arnaldo Pambianco in 11m 20s
- 1961: Imerio Massignan in 10m 9s
- 1962: Ercole Baldini in 9m 24s
- 2012: Romain Bardet in 9m 2s
- 2013: Nairo Quintana
- 2015: Michał Kwiatkowski
- 2017: Mikaël Chérel
- 2018: Thibaut Pinot
- 2019: Rafal Majka
- 2020: Jakob Fuglsang

De afdaling naar het Comomeer is minstens zo berucht als de klim zelf vanwege verschillende zware valpartijen. In 2017 duikelden vier renners over de rand: Laurens De Plus en Dani Martínez kwamen er zonder veel erg vanaf, maar Jan Bakelants brak zeven ribben en meerdere rugwervels, Simone Petilli een schouderblad en sleutelbeen. Ook Lilian Calmejane ging dat jaar tegen de grond in dezelfde bocht. Tijdens de editie van 2020 raakte Remco Evenepoel een brugmuurtje en verdween hij in een ravijn. Hij overleefde het maar brak zijn bekken en schaambeen.
De Muur van Sormano was ook opgenomen in de vijftiende etappe van de Ronde van Italië 2019.